# Ismo
Ne doit pas être confondu avec Ismo Leikola.
Ismail Houllich alias Ismo né le 12 février 1990 à Bréda aux Pays-Bas, est un rappeur néerlandais d'origine marocaine. Ses singles dépassent le million de vues sur YouTube. Il tourne souvent ses clips en France et au Maroc.
Ismo a été accusé de tenir des propos antisémites, homophobes et conspirationnistes. En décembre 2015, il finit l'année par s'expliquer devant le Ministère public des Pays-Bas pour ses textes jugés « choquants » dans ses morceaux de rap et sera également condamné par la cour suprême des Pays-Bas.

## Biographie

### Débuts (1990-2012)
Ismail grandit dans le quartier de "Heuvel" en plein cœur de Bréda d'une mère originaire du Sahara et d'un père originaire du rif. À l'âge de 14 ans, il écoute le morceau Changes de 2Pac, qui lui aurait alors inspiré une carrière de rappeur. Ismail s'intéresse très jeune à la politique et se cultive en allant régulièrement à la bibliothèque, faisant ses recherches sur plusieurs incidents, guerres et génocides. Il commence le rap à ses 14 ans jusqu'à ses 17 ans. Après plusieurs problèmes judiciaires, il revient dans le rap 5 ans plus tard dans une session de Zonamo Underground avec un ancien ami, qui porte le nom de Lijpe. Sa carrière sera lancée lors de ce freestyle qui atteindra 7 millions de vues.[réf. nécessaire]

### De waarheid, l'album aux affaires judiciaires (2013-2015)
Il sort son premier projet le 28 avril 2014 intitulé De Waarheid (La vérité).

#### Titre#Eenmans
Il sort son premier clip intitulé Eenmans et choque une grande partie des Néerlandais avec des propos antisémites ainsi que des propos homophobes. Le clip dépasse les 7 millions de vues. Des centaines de plaintes furent déposés contre ses propos. Il expliquera dans une interview qu'il insinuait "sioniste" à la place de "juifs" et qu'il parlait de "p*dés" et non pas des homosexuels, qu'il n'a rien contre eux ni avec eux,. Il fut par après interviewé une seconde fois par le premier journal néerlandais PowNews où la journaliste demande des explications sur son premier clip Eenmans, entouré de ses amis. Frustré de la façon dont il se fait harceler de questions répétées par la journaliste, il finit par repousser le micro ; « Écoutez, je vais m'en arrêter là, F*ck PowNews, Je vous b*ise tous ». Ses amis se sont par après acharnés sur la caméra avec des menaces violentes et des propos racistes. La scène fut filmée en direct par le journal, puis diffusée sur les infos de 19 heures et fait la une des journaux aux Pays-Bas. En décembre 2015, Ismo finit l'année par s'expliquer obligatoirement devant le Ministère public des Pays-Bas,. Il s'en sortira avec une très lourde amende. Des pétitions ont été lancées aux Pays-Bas ainsi qu'en Belgique pour la suppression du clip #Eenmans de YouTube.[réf. nécessaire]
Afin de montrer une autre image, le rappeur sort un morceau de l'album De waarheid intitulé #Eenmans 2.0, une deuxième version d'Eenmans. Le mot juif est alors remplacé par le mot sioniste.
En septembre 2018, son clip #Eenmans est supprimé de YouTube après qu'il a atteint le nombre de 10 millions de vues. Une pétition avait été mise en place pour qu'il soit retiré pour cause de propos homophobes et antisémites.

#### TitreMoslims
L'album De Waarheid comprendra également un titre polémique intitulé Moslims (Musulmans) où Ismail expliquera dans ses textes l'amalgame des Néerlandais sur les Musulmans du monde entier. Évoquant le conflit en Syrie notamment sur l'organisation État islamique, il déclarera: « Pourquoi est-ce que l'EI ne va pas en Israël ? C'est juste à côté ! Pourquoi et-ce que l'EI ne combat pas pour un État palestinien ? ». Le rappeur se sert de sa liberté d'expression et déclarera également: « J'ai vu des vidéos d'un million de libyens en train de protester pour que Mouammar Kadhafi reste. Les médias écrivaient qu'il tuait son peuple, tandis qu'il faisait en sorte que chaque citoyen ai un endroit où vivre. Chaque citoyen aurait sa part de la richesse du pays grâce au gain de l'huile. Mais à un moment, il ne voulait plus des dollars pour son huile, mais de l'or, voilà pourquoi il devait mourir ». Le rappeur évoquera dans le morceau également les médias et le gouvernement américain, citant: « Si l'Amérique veut la paix, pourquoi est-ce qu'il vont pas dans d'autres endroits où il y'a le plus de besoin. Le Nigéria, on en entend même pas parler dans les médias, et j'en passe. Ils veulent te raconter seulement ce que tu peux savoir ».

### Nu of nooit(2016)
Afin de s'écarter des polémiques qui ont accompagné son album De waarheid, le rappeur décide de sortir un album moins politique intitulé Nu of nooit. L'album comprend 20 titres avec plusieurs collaborations avec des artistes comme Boef, Lijpe, MocroManiac, Sevn Alias, etc.
Faisant régulièrement des millions de vus sur YouTube avec au moins 700 millions de streams, le rappeur est très mal-vu par les médias, les radios ainsi que par certains citoyens néerlandais et belge. N'ayant récolté aucun disque d'or ni disque de platine, il déclare sur Nieuwe Revu : « C'est quand même pas possible? On paye pour des disques d'or ou c'est comment? J'étais numéro 1 sur iTunes aux Pays-Bas ainsi qu'en Belgique.  Est-ce que tu m'as revu quelque part dans les médias? D'autres artistes, avec quelques millions de vues se font interviewer sur des journaux, on les mets en avant. Et moi on m'ignore »,.

### De waarheid 2(depuis 2017)
Mis en avant seulement par les ventes de son album et les réseaux sociaux, il finit par continuer sa carrière à sa façon. Il sort De waarheid 2 le 5 janvier 2017. Il publie son premier clip de l'album intitulé Media. Dans le morceau, le rappeur accuse les médias de menteurs, ne parlant jamais de sionisme. Le rappeur les accuse ainsi d'être la cause du racisme et de l'islamophobie aujourd'hui. Le morceau fut regardé plus de 2 millions de fois sur YouTube sans avoir été partagé une seule fois sur un média.
En fin juin 2017, Riffi et Ismo produisent ensemble le tube de l'été 2017 nommé Le Bled qui fut regardé plus d'un million de fois. 
Le 21 septembre 2017, Ismo fait son grand retour avec le tube Eh Niffo, un morceau clippé en France.
Le 2 février 2018, Ismo sort le tube "Salopard" dans lequel il rappe intégralement en français.
En juillet 2019, il collabore avec Zahouania sur le morceau Heya Heya.

## Ismo Music
Ismo Music est un label indépendant créé par le rappeur Ismo en 2013 pour s'auto-produire et mettre en avant de nouveau artiste[réf. nécessaire]. Le label est distribué par Ismo Music Studios.

## Engagements
Son flow est considéré comme "rapide, sec et hard" mais surtout "énergique, hardcore et très agressif" comme par exemple sur le morceau #Eenmans 2.0. Dans ses textes, il rappe la rue, mais aussi les sujets politiques. Le rappeur se dit conscient qu'il est également écouté par des enfants et des jeunes. 
Ismail reste préoccupé par le Conflit israélo-palestinien. Dans son album De Waarheid, Ismo voit un complot américain dans la désagrégation du Vol 17 Malaysia Airlines et estime que le gouvernement néerlandais en sait beaucoup plus qu'il ne le prétend à ce sujet.

## Discographie

### Mixtape
- 2017 : IsMoVie

### Singles
- 2014 : Eenmans
- 2014 : De Tijd Zal Je Leren
- 2015 : Geen Partij
- 2015 : Hoofdpijn
- 2016 : Regenboog
- 2016 : Kan Niet Hangen Met Je feat. Sevn Alias & MocroManiac
- 2016 : Niemand Hier
- 2016 : MOROCASH
- 2016 : Op Een Dag feat. Lijpe
- 2016 : Blijf Geloven feat. Soufiane Eddyani
- 2016 : Comes and Goes
- 2017 : Media
- 2017 : IsMoVie
- 2017 : Le Bled feat. Riffi
- 2017 : MOROCASH 2
- 2017 : Pak Alles
- 2017 : Day ones
- 2018 : SALOPARD
- 2018 : Win Her feat. Bracket
- 2018 : Mabrouk 3lina feat. Biwaï, YONII, Riffi, MR CRAZY & DJ Nassi
- 2018 : Ntiya feat. Latifah
- 2018 : WESH
- 2018 : BNAKKES
- 2019 : Cash Draait feat. Riffi
- 2019 : Zme3 feat. 3robi
- 2020 : Snap feat. Nass
- 2020 : Combos feat. Riffi et Nass
- 2020 : Ik Vraag Me Af feat. Riffi
- 2021 : Te Laat feat. Riffi et Nass
- 2021 : Zeg Die Mannen
- 2021 : IsMoVie 2

### Documentaires et interviews
- 2016 : Documentaire Mocrorappers diffusé sur Videoland ;
- 2017 : EEN SUPERGAANDE TALKSHOW AFL.13, SUPERGAANDE, 2017 ;
- 2017 : SPOTLICHT, #First, 2017 ;
- 2018 : REAL TALK #2, interview de NandoLeaks en 2018 ;